# Tešanovci
Tešanovci (węg. Mezővár, prekm. Tišanovci) – miejscowość w Słowenii w gminie Moravske Toplice w regionie Prekmurje.